# Discografia de Black Veil Brides
A discografia de Black Veil Brides, uma banda americana de rock de Hollywood, Califórnia, consiste em cinco álbuns de estúdio, quatro EP, onze singles e nove videoclipes.

## Álbuns de estúdio
| Ano  | Detalhes | Posições nas paradas | Posições nas paradas | Posições nas paradas | Posições nas paradas | Posições nas paradas | Posições nas paradas | Posições nas paradas | Posições nas paradas | Posições nas paradas | Posições nas paradas |
| Ano  | Detalhes | US                   | US Ind.              | US Rock              | US Hard Rock         | US Digital           | UK                   | UK Rock              | IRE                  | AUS                  | NL                   |
| ---- | --- | -------------------- | -------------------- | -------------------- | -------------------- | -------------------- | -------------------- | -------------------- | -------------------- | -------------------- | -------------------- |
| 2010 | We Stitch These Wounds - Lançamento: 20 de julho - Selo: Standby                                                              | 36                   | 1                    | 10                   | 3                    | 25                   | —                    | 20                   | —                    | —                    | —                    |
| 2011 | Set the World on Fire - Lançamento: 14 de junho - Selo: Lava Records\|Lava/Universal Republic Records                         | 17                   | —                    | 3                    | 2                    | 19                   | 54                   | 4                    | 93                   | 77                   | —                    |
| 2013 | Wretched and Divine: The Story of the Wild Ones - Lançamento: 8 de janeiro - Selo: Lava Records / Universal Republic Records. | 7                    | —                    | 2                    | 2                    | 6                    | 20                   | 1                    | 76                   | 17                   | —                    |
| 2014 | Black Veil Brides - Lançamento: 27 de outubro - Selo: Lava/Universal Republic                                                 | 10                   | —                    | 2                    | 2                    | 5                    | 17                   | 5                    | 29                   | 23                   | 82                   |
| 2018 | Vale - Lançamento: 12 de janeiro - Selo: Lava Records / Universal Republic Records.                                           | 10                   | —                    | 2                    | 2                    | 5                    | 17                   | 5                    | 29                   | 23                   | 82                   |
| 2021 | The Phantom Tomorrow - Lançamento: 29 de outubro - Selo: Sumerian                                                             | 176                  | —                    | —                    | —                    | —                    | —                    | —                    | —                    | —                    | 6                    |

## EPs
| Ano  | Detalhes                                                                                          |
| ---- | ------------------------------------------------------------------------------------------------- |
| 2011 | Rebels (EP) - Lançado: 13 de Dezembro de 2011 - Editora: Lava Records - Formato: Download Digital |

## Singles
| Ano  | Single            | Posições | Posições       | Álbum                                                            |
| Ano  | Single            | US Main. | US Active Rock | Álbum                                                            |
| ---- | ----------------- | -------- | -------------- | ---------------------------------------------------------------- |
| 2009 | "Knives and Pens" | —        | —              | YouTube exclusive                                                |
| 2010 | "Perfect Weapon"  | —        | —              | We Stitch These Wounds                                           |
| 2011 | "Fallen Angels"   | 36       | 33             | Set the World on Fire                                            |
| 2011 | "The Legacy"      | 29       | 28             | Set the World on Fire                                            |
| 2011 | "Rebel Love Song" | —        | —              | Set the World on Fire                                            |
| 2012 | "In the End"      | 12       | 11             | Wretched and Divine: The Story of the Wild Ones                  |
| 2013 | "Revelation"      | —        | —              | Wretched and Divine: The Story of the Wild Ones                  |
| 2013 | "We Don't Belong" | —        | —              | Wretched and Divine: The Story of the Wild Ones                  |
| 2013 | "Unbroken"        | —        | —              | Avengers Assemble: Music from and Inspired by the Motion Picture |
| 2014 | "Heart of Fire"   | —        | —              | Black Veil Brides                                                |
| 2014 | "Goodbye Agony"   | 36       | —              | Black Veil Brides                                                |

### Outras canções
| Ano  | Canção                    | UK Rock | Álbum  |
| ---- | ------------------------- | ------- | ------ |
| 2011 | "Unholy" (com Zakk Wylde) | 9       | Rebels |
| 2011 | "Rebel Yell"              | 8       | Rebels |
| 2011 | "Coffin"                  | 5       | Rebels |

"—" não entrou nas tabelas.

## Vídeos musicais
| Ano  | Título            | Diretor         |
| ---- | ----------------- | --------------- |
| 2009 | "Knives and Pens" | Patrick Fogarty |
| 2010 | "Perfect Weapon"  | Patrick Fogarty |
| 2011 | "Fallen Angels"   | Nathan Cox      |
| 2011 | "The Legacy"      | Patrick Fogarty |
| 2011 | "Rebel Love Song" | Patrick Fogarty |
| 2012 | "Coffin"          | Patrick Fogarty |
| 2012 | "In the End"      | Patrick Fogarty |
| 2014 | "Heart of Fire"   | Patrick Fogarty |
| 2014 | "Goodbye Agony"   | Patrick Fogarty |